# Förstakammarvalet i Sverige 1888
Förstakammarvalet i Sverige 1888 var ett val i Sverige. Valet utfördes av landstingen och i de städer som inte hade något landsting utfördes valet av stadsfullmäktige. 1888 fanns det totalt 1 103 valmän, varav 1 093 deltog i valet.
I 2/3 av Östergötlands läns valkrets ägde valet rum den 9 januari. I Älvsborgs läns valkrets ägde valet rum den 16 april. I Jämtlands läns valkrets ägde valet rum den 17 september. I Uppsala läns valkrets, Södermanlands läns valkrets, resterande tredjedel av Östergötlands läns valkrets, Hallands läns valkrets, Göteborgs och Bohusläns valkrets, Skaraborgs läns valkrets, Värmlands läns valkrets, Örebro läns valkrets och Gävleborgs läns valkrets ägde valet rum den 18 september. I Västernorrlands läns valkrets och Norrbottens läns valkrets ägde valet rum den 19 september. I Kalmar läns norra valkrets, Kristianstads läns valkrets, Malmöhus läns valkrets, Västmanlands läns valkrets och Kopparbergs läns valkrets ägde valet rum den 25 september. I Kalmar läns södra valkrets ägde valet rum den 26 september och i Stockholms stads valkrets ägde valet rum den 28 september. 

## Valresultat
| Parti  | Parti                     | Röster | Valda | Mandatfördelning | Mandatfördelning | Mandatfördelning |
| Parti  | Parti                     | Röster | Valda | FK 1888          | FK 1889          | +/-              |
| ------ | ------------------------- | ------ | ----- | ---------------- | ---------------- | ---------------- |
|        | Protektionistiska partiet | 549    | 15    | 51               | 62               | +11              |
|        | Minoritetspartiet         | 80     | 3     | 31               | 31               | +-0              |
|        | Partilösa                 | 331    | 9     | 62               | 52               | -10              |
|        | Övriga                    | 461    | 0     | 0                | 0                | +-0              |
| Totalt | Totalt                    | 1 421  | 27    | 144              | 145              | +1               |

## Invalda riksdagsmän
Stockholms stads valkrets:
- Axel Örbom, prot
- Eduard Fränckel, prot

Uppsala läns valkrets:
- Oscar Alin, prot

Södermanlands läns valkrets:
- Sten Leijonhufvud, prot

Östergötlands läns valkrets:
- John Örwall
- Gustaf Andersson i Kolstad, prot
- Sixten Flach, prot

Kalmar läns norra valkrets:
- Robert Kajerdt

Kalmar läns södra valkrets:
- Carl Birger Hasselrot, prot

Kristianstads läns valkrets:
- Ola Nilsson, prot

Malmöhus läns valkrets:
- Petter Olsson, prot

Hallands läns valkrets:
- Ingemar Kerfstedt, prot
- Carl Fredric von Sydow

Göteborgs och Bohusläns valkrets:
- Oscar Evers

Älvsborgs läns valkrets:
- Ernst Stridsberg, prot

Skaraborgs läns valkrets:
- Johan Andersson
- Knut Wijkmark, prot

Värmlands läns valkrets:
- Axel Svedelius

Örebro läns valkrets:
- Carl-Werner von Schultzenheim

Västmanlands läns valkrets:
- Gottfrid Billing, prot

Kopparbergs läns valkrets:
- Curry Treffenberg, prot

Gävleborgs läns valkrets:
- Wilhelm Söderhjelm
- Hans Forssell, min

Västernorrlands läns valkrets:
- Gustaf Sparre, min

Jämtlands läns valkrets:
- Julius Roman, min

Norrbottens läns valkrets:
- Carl Otto Bergman, prot
- Johan Erik Nyström

## Fotnoter
1. ↑  Siffrorna avser de sammanlagda röstetalen för de riksdagsledamöter som tillhörde respektive parti och valdes under detta år. Rösterna på kandidater som tillhörde partierna men inte vann ett riksdagsmandat har alltså sorterats in under "övriga". Röstetalen på valkretsnivå är hämtade från SCB och riksdagsledamöternas partitillhörigheter är baserade på uppgifter från bokserien Tvåkammarriksdagen 1867–1970.